# Третяковка (Луганская область)
Третяковка (укр. Третяківка) — село, относится к Беловодскому району Луганской области Украины.
Население по переписи 2001 года составляло 527 человек. Почтовый индекс — 92834. Телефонный код — 6466. Занимает площадь 7,881 км². Код КОАТУУ — 4420684408.

## Известные уроженцы
- Гнида, Пётр Фёдорович — Герой Советского Союза.

## Местный совет
92833, Луганська обл., Біловодський р-н, с. Данилівка  (укр.)